# アイルランド音楽家協会
アイルランド音楽家協会（アイルランド語: Comhaltas Ceoltóirí Éireann (コールタス・キョールトリ・エーレン)、アイルランド語発音: [kɔwal̪ˠt̪ˠəsˠ coːl̪ˠt̪ˠoːɾʲiː ˈeːrʲən̪ˠ]、略称CCÉないしComhaltas）は、アイルランドの音楽、歌、ダンス、言語の振興のための最大の組織である。世界にアイルランド音楽と文化を広める活動をしている。団体の特色としてカトリック教義的である。
2013年5月現在、アイルランド共和国を始めとして、イギリス、アメリカ、カナダ、メキシコ、フランス、スペイン、ドイツ、ハンガリー、ルクセンブルク、ロシア、オーストラリア、ニュージーランドといった世界各地に400以上の支部をもつ。アジアでは日本に支部 (CCÉ Japan) が設置され、毎週のダンスクラス、毎月の音楽練習会を中心に活動を行っている。

## 歴史
CCÉ は1951年にウェストミース県マリンガーで、アイルランド音楽の伝統の衰退を危惧していたイリアン・パイプス奏者のグループによって設立された。当初の名称はCumann Ceoltóirí na hÉireann(クマン・キョールトリ・ナ・ヘーレン)であり、翌1952年に現在の名称に変更された。
1991年、日本支部が設立された。

## 活動

### フェスティバル

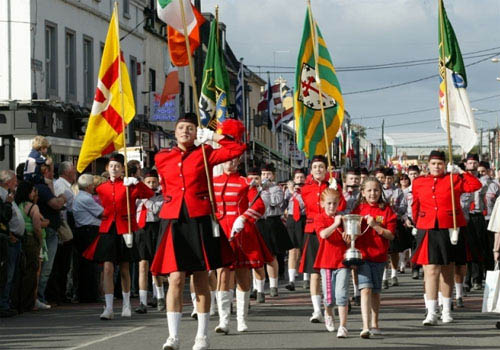
フラー・キョールのオープニングパレード（2008年オファリー県タラモア）

CCÉは全国的なアイルランド音楽の祭典であるフラー・キョールを毎年開催している。 
また、フラー・キョールのコンクールの予選を兼ねたフェスティバルであるフラー(Fleadh、お祭りの意味)が、アイルランド国内の支部やイギリス・アメリカで開催される。
その他、支部の裁断に任せられたフェーレ（Féile、やはりお祭りの意味）が開かれている。（日本では2016年に初回開催予定。）

### 教育制度
1999年より、アイルランド伝統音楽の公的資格であるSCT (Scrúdu Ceol Tíre、伝統音楽検定の意味)の運営を行っている。2016年現在の制度では、Elementary (3段階)・Grade (8段階)・Advanced Performance Certificate (1段階のみ)の12等級に分かれている。
また、アイルランド伝統音楽教育の公的資格であるTTCT（Teastas i dTeagasc Ceolta Tíre、伝統音楽教育認定の意味）を運営している。